# Kokdu: Season of Deity
Kokdu: Season of Deity (hangul: 꼭두의 계절; rr: Kkokduui Gyejeol) é uma série de televisão sul-coreana estrelada por Kim Jung-hyun, Im Soo-hyang, Kim Da-som, Ahn Woo-yeon, Kim In-kwon e Cha Chung-hwa. Foi exibida pela MBC TV de 27 de janeiro a 24 de março de 2023, todas as sextas e sábados às 21h50 (KST).

## Enredo
A série é sobre um ceifador chamado Kokdu (Kim Jung-hyun) que visita o mundo mortal a cada 99 anos para punir os humanos. Ele conhece o Dr. Han Gye-jeol (Im Soo-hyang), um médico com habilidades misteriosas, e começa a trabalhar como médico visitante.

## Elenco

### Elenco principal
- Kim Jung-hyun como Kokdu[b] / Do Jin-woo / Oh-hyeon

1. Kokdu: um deus do submundo que foi amaldiçoado a liderar os falecidos na vida após a morte após irritar o Criador, e tem que entrar em um corpo humano que se parece com ele para cometer assassinatos de pessoas imorais.[1][6][7]
2. Do Jin-woo: um cirurgião de sucesso e colega de trabalho do hospital de Gye-jeol que está possuído por Kokdu.[8]
3. Oh-hyeon: Amante de Seol-hee que foi amaldiçoado pelo Criador para se tornar Kokdu.[9]

- Im Soo-hyang como Han Gye-jeol / Seol-hee

1. Han Gye-jeol: uma médica emergencista que se formou na faculdade de medicina de nível mais baixo do país.[6][8]
2. Seol-hee: A vida passada de Gye-jeol, que é uma princesa amada por Oh-hyeon há muito tempo.[10]

- Kim Da-som como Tae Jeong-won

Uma mulher talentosa que nunca perdeu o primeiro lugar desde que ingressou na Universidade de Medicina da Coreia até a formatura.
- Ahn Woo-yeon como Han Cheol

O irmão mais novo de Gye-jeol que é detetive.
- Kim In-kwon como Oksin / Lee Eung-chul

Um semideus cujo propósito de existência é ajudar Kokdu. In human world, he is posing as a chaebol.
- Cha Chung-hwa como Gaksin / Seo Bok-gyeong

O deus do boato com o mais alto nível de nunchi. No mundo humano, ela está se passando por influenciadora do YouTube e, mais tarde, como enfermeira.

### Elenco de apoio

#### Biografia de Pilseong
- Choi Kwang-il como Kim Pil-soo

Chairman do Hospital de Pilseong.
- Kim Young-woong como Jung-sik

A sombra de Pil-soo, um assassino com quatorze condenações.

#### Pessoas na cidade de Yeongpo
- Lee Jung-joon as Jung Yi-deun

Ex-namorado de Gye-jeol.
- Kim Byeong-ok as Shin Hong-geun

Proprietário de Yongwang-nim Samgyeopsal.
- Oh Young-sil as Oh Kyung-seung

Esposa de Hong Geun.
- Lee Young-ran as Moon Myung-ja

Diretor executivo da Yeongpo Jongga Co.
- Woo Hyun as Choi Dal-seung

Marido de Myung-ja, presidente da Yeongpo Small Business Association.
- Kim Byeong-chun as Bae Jeong-guk

Gerente do Ginásio Fire Fist.
- Min Jun-ho as Detective Kim

Um detetive de homicídios.

#### Hospital de Pilseong
- Son So-mang as Sa Guk-hwa

Amiga de Jeong-won que é enfermeira no Hospital de Pilseong.

### Elenco estendido
- Jung Ah-mi as Jang Mi-soon

Mãe biológica de Jin-woo, professora de Cirurgia Hepatobiliar e Pancreática no Hospital de Pilseong.
- Oh Yeon-ah as Ji Soo-yeon

Um doutor do Hospital de Pilseong.
- Park Shin-woo as Jo Bong-pil

Um farmacêutico que não hesita em cometer atos ilícitos e malignos.
- Jung Wook as Park Chung-seong[24]

### Participações especiais
- Jung Young-joo como filha de um paciente falecido[25]
- Sung Byeong-sook como paciente[26]
- Kim Kang-hoon como o criador[27]
- Yoo Jae-suk como funcionário[28]
- Jeong Jun-ha como funcionário[28]
- Lee Mi-joo como funcionário[28]
- Wang Bit-na como a mãe de Gye-jeol[29]

## Liberar
As filmagens da série começaram em setembro de 2022.
A série estava inicialmente programada para estrear no final de 2022, mas foi adiada para janeiro de 2023.

## Recepção
Na tabela abaixo, os números azuis representam as audiências mais baixas e os números vermelhos representam as audiências mais elevadas.
| Episódio                                              | Data de transmissão original | Parcela média de audiência (Nielsen Korea) | Parcela média de audiência (Nielsen Korea) |
| Episódio                                              | Data de transmissão original | Em todo o país                             | Seul                                       |
| ----------------------------------------------------- | ---------------------------- | ------------------------------------------ | ------------------------------------------ |
| 1                                                     | 27 de janeiro de 2023        | 4.8% (14º)                                 | 4.8% (14º)                                 |
| 2                                                     | 28 de janeiro de 2023        | 2.2% (33º)                                 | N/A                                        |
| 3                                                     | 3 de fevereiro de 2023       | 3.1% (20º)                                 | 3.2% (19º)                                 |
| 4                                                     | 4 de fevereiro de 2023       | 2.4% (34º)                                 | N/A                                        |
| 5                                                     | 10 de fevereiro de 2023      | 2.8% (24º)                                 | N/A                                        |
| 6                                                     | 11 de fevereiro de 2023      | 1.9% (36º)                                 | N/A                                        |
| 7                                                     | 17 de fevereiro de 2023      | 2.7% (23º)                                 | N/A                                        |
| 8                                                     | 18 de fevereiro de 2023      | 1.4% (47º)                                 | N/A                                        |
| 9                                                     | 24 de fevereiro de 2023      | 2.0% (29º)                                 | N/A                                        |
| 10                                                    | 25 de fevereiro de 2023      | 1.7% (43º)                                 | N/A                                        |
| 11                                                    | 3 de março de 2023           | 1.6% (36º)                                 | N/A                                        |
| 12                                                    | 4 de março de 2023           | 2.0% (31º)                                 | N/A                                        |
| 13                                                    | 11 de março de 2023          | 1.4% (43º)                                 | N/A                                        |
| 14                                                    | 17 de março de 2023          | 1.4% (37º)                                 | N/A                                        |
| 15                                                    | 18 de março de 2023          | 1.3% (43º)                                 | N/A                                        |
| 16                                                    | 24 de março de 2023          | 1.6% (37º)                                 | N/A                                        |
| Média                                                 | Média                        | 2.1%                                       | —                                          |
| - N/A denota classificações que não foram publicadas. |                              |                                            |                                            |

## Prêmios e indicações
| Cerimônia de premiação | Ano  | Categoria                                        | Nomeado / Trabalho | Resultado | Ref.   |
| ---------------------- | ---- | ------------------------------------------------ | ------------------ | --------- | ------ |
| MBC Drama Awards       | 2023 | Melhor Ator Coadjuvante                          | Cha Chung-hwa      | Venceu    | [ 31 ] |
| MBC Drama Awards       | 2023 | Prêmio de Excelência Máxima, Atriz em Minissérie | Im Soo-hyang       | Indicado  | [ 32 ] |